# Jonathan Mellor
Pour les articles homonymes, voir Mellor.
Jonathan Mellor, né en 1968 à Liverpool, est un acteur britannique.

## Biographie
Jonathan Mellor a fait ses études à la Wirral Grammar School de Bebington, à l'université d'Oxford et à l'école d'art dramatique ARTTS International, dans le Yorkshire de l'Est. Il s'est installé à Madrid en 1999 et y a travaillé depuis lors essentiellement comme acteur de théâtre. Il est surtout connu pour avoir tenu le rôle principal dans le film d'horreur espagnol REC 2 (2009) et a également joué le rôle principal dans le court-métrage Voice Over (2011), qui a remporté de nombreux prix. En 2013, il interprète un second rôle dans le film The Wine of Summer (en). Il a également interprété le rôle de John Preacher dans le court-métrage Axiom du collectif britannique Archive paru le 12 mai 2014.

## Filmographie
- 2009 : REC 2 de Paco Plaza et Jaume Balagueró : docteur Owen
- 2011 : Voice Over, court-métrage
- 2013 : The Wine of Summer (en)
- 2014 : Axiom, court-métrage : John Preacher
- 2016 : Ignace de Loyola de Paolo Dy : Figueroa, inquisiteur